# فیرچایلد ۲۱
فیرچایلد ۲۱ (انگلیسی: Fairchild 21) یک هواگرد‌ ساخت شرکت فیرچایلد ایرکرفت‌ در ایالات متحده آمریکا‌ بود.